# Parodies sur terre
Parodies sur terre était une émission de télévision québécoise créée par Alain Simard, alias Alan C. Moore, diffusée sporadiquement dans les années 1990 à MusiquePlus. L'émission a été remplacée par Hollywood PQ à l'automne 1999.

## Origine
Les crimes d'Alan C. Moore ont commencé à l'automne 1993 à MusiquePlus dans l'émission Les Aventures du grand Talbot. C. Moore y faisait alors chaque semaine des parodies de vidéoclips, de publicités ainsi que des doublages sur des extraits de films rebaptisés pour l'occasion Cinématwit.
Le 18 novembre 1995, une émission spéciale est diffusée, Parodies sur terre, soit un mélange de compilation des meilleurs sketchs diffusés lors des Aventures, ainsi que des inédits. Cet épisode sera rediffusé le 31 décembre. D'autres épisodes seront diffusés les 20 avril 1997 et 9 novembre 1997. Les Aventures prennent fin au printemps 1998, toutefois, Parodies sur terre revient mensuellement aux dates suivantes : 21 octobre et 25 novembre 1998, 20 janvier, 23 février, 22 mars, 20 avril, 25 mai et 22 juin 1999.
À l'automne 1999 vint ensuite le faux talk-show gratiné Hollywood PQ, diffusé mensuellement.

## Parodies de célébrité
Alan C. Moore a pris comme cible l'acteur Michael Douglas dans plusieurs des sketchs de Cinématwit et dans les versions subséquentes nommées Parodies sur terre. L'histoire débute dans une scène redoublée du film Liaison fatale où Michael Douglas rencontre et initie une relation adultère avec Glenn Close.
La parodie change considérablement la dynamique de la scène en montrant le personnage de Close comme un travesti faisant ainsi de Douglas un homosexuel. Ce fut sans doute un des clips parodiés de Douglas les plus populaires au même niveau que le sketch des « Cretons vs la Paris-pâté ».